# République de Zamboanga
1899–1903
Entités précédentes :
- Indes orientales espagnoles

Entités suivantes :
- Province de Moro (administration américaine)

La République de Zamboanga (en chavacano et en espagnol : República de Zamboanga) fut une éphémère république révolutionnaire fondée aux Philippines en 1899, au lendemain de la chute du régime colonial espagnol.

## Fin de l'occupation espagnole
La république naquit le 18 mai 1899, jour de la prise du fort de la Real Fuerza de Nuestra Señora del Pilar de Zaragoza (Fort Pilar (en)) par le gouvernement révolutionnaire de Zamboanga conduit par le général Vicente Alvarez. Le 23 mai, les Espagnols évacuèrent finalement la ville après avoir brûlé en représailles la plupart des édifices.

## Protectorat américain
Vicente Alvarez devint le premier président de la nouvelle république avant d'être renversé le 16 novembre 1899 par Isidro Midel, le chef de l'opposition soutenu par les Américains. Vicente Alvarez et ses partisans furent alors contraints de s'enfuir et de se réfugier sur l'île de Basilan. En décembre 1899, le capitaine Pratt, de la 23e compagnie d'infanterie des États-Unis, prit le contrôle de Zamboanga. À compter de ce jour, la jeune république devint un protectorat américain dirigé par Isidro Midel.

## Fin de la République
En mars 1901, les Américains acceptèrent la tenue d'élections et la désignation d'un nouveau président, Mariano Arquiza. Mais le gouvernement de ce dernier ne put réellement exercer son autorité et, en mars 1903, la république fut dissoute. Les autorités coloniales américaines désignèrent alors Zamboanga comme capitale de la nouvelle province de Moro avec, pour gouverneur, le major-général Leonard Wood.